# ウスダヒロ
ウスダ ヒロ（うすだ ひろ、1979年3月15日 - ）は、日本の女性イラストレーター。

## 人物・来歴
東京都在住。書籍挿絵やMMORPGキャラクターイラストなど多彩な分野で活躍中。
イラストはSAIを用いて描かれている作品が多いが、Adobe Photoshopを用いることもある。動物（特に猫）が好き。趣味は年齢詐称。

## 主な作品

### イラスト
- パーフェクト ワールド -完美世界- MMORPG（メインビジュアル・キャラクターイラスト）
- カードファイト!!ヴァンガード(TCGカードイラスト/ブシロード)
- 三国志大戦TCG (カードイラスト/SEGA)
- WIXOSS -ウィクロス-TCG (タロットシリーズ・カードイラスト/タカラトミー)
- Yggdrasill Minstrelsy CDジャケット・ブックレット/フロンティア・ワークス＆Voltage of Imagination
- ディメンション・ゼロ TCG　イラスト/ブロッコリー
- エレニア記The Eleniumデイヴィッド・エディングス著早川書房・全6巻装画
- タムール記 デイヴィッド・エディングス著/早川書房・全6巻装画
- オペレーション・アークシリーズデイヴィッド・ウェーバー著/早川書房装画
- 松浦純菜・八木剛士シリーズ 浦賀和宏・著/講談社　全9巻装画
- 書物狩人 赤城毅・著/講談社挿絵
- シャイニング・フォース クロス 設定資料集　The collection of world & visual data 特典衣装デザイン・イラスト
- オルクス オンラインキャラクター職業イラスト
- ぷちっとくろにくる－イラスト
- SFマガジンS-FマガジンGALLERY
- イギリスアート雑誌ImagineFX77 イラストチュートリアルDVD収録
- ImagineFX issue 71　イラスト収録
- メフィスト (文芸誌)書物狩人赤城毅・著/講談社挿絵
- キャラクター・マトリックスマール社装画
- 中国アート雑誌幻想艺术イラスト・インタビュー掲載
- 仮面の帝国守護者(サバア タヒア著　/早川書房)全2巻、装画

### 画集
- ウスダヒロ画集 TirnAillの反乱Ⅰ（自費出版）
- ウスダヒロ画集 TirnAillの反乱Ⅱ（自費出版）
- TirnAillの革命ーART of Hiro Usudaー（自費出版）

### ゲーム
- サイレントヒル3　3D背景
- サイレントヒル4　3D背景
- メタルギアソリッド3　3D背景・ゲーム内イラストポスター
- メタルギアソリッド4　3Dキャラクター（2006年E3迄）
- SDガンダム ジージェネレーション CROSSRAYS
- キャッスルヴァニア_〜暁月の円舞曲〜

### 展覧会・講演
- 第65回世界SF大会　アートショー
- サウジアラビア『Comic Expo Jeddah - Saudi Arabia』作品展示
- アメリカコンヴェンション『Nekocon15』インターナショナルゲストとして講演
- アメリカコンヴェンション『AnimeNext2013』でゲストとして講演
- 東京大学・英語美術サークル 美: creative主催・『アート＆ホラー』2019年10月28日イベント登壇
- 早稲田ドラードギャラリー・画業15周年『ウスダヒロ初個展』2022年6月10日～14日開催